# 地域通貨
地域通貨（ちいきつうか、英: regional currency、英: community money、英: local money）は、法定通貨ではないが、ある目的や地域のコミュニティー内などで、法定貨幣と同等の価値あるいは全く異なる価値があるものとして発行され使用される貨幣である。西部忠によれば、おおむね以下のような特徴を有するという。
- 特定の地域内(市町村など）、あるいはコミュニティ(商店街、町内会、NPO)などの 中においてのみ流通する。
- 市民ないし市民団体(商店街やNPOなど)により発行される。
- 無利子またはマイナス利子である。
- 人と人をつなぎ相互交流を深めるリングとしての役割を持つ。
- 価値観やある特定の関心事項を共有し、それを伝えていくメディアとしての側面を持つ。
- 原則的に法定通貨とは交換できない。

以上、3、4ページより引用
ただし、明確に定義が決まっているわけではなく、「地域通貨の明確な定義はなく、したがってガイドラインも作成できない」といった指摘もある。

## 概説
社会的に地域通貨がコミュニティー内で流通している例や、割引券のような役割を果たす地域通貨制度など、地域通貨の経済的効力は、地域通貨運動を行っているコミュニティーごとに異なる。
その価値を認めるもの同士での贈与、サービスとの交換、売買が可能である。なお、使用の促進を促すべく負の利子がつく場合や一定期間ごとに価値が無くなる場合もある。
中央銀行ではなく、個人やNPOや労働団体や企業が発行する。現在、地域のコミュニティ活性化のために地域限定で、相互支賦与、支援の代償として地域通貨を期限限定で導入する動きがある。
発行形式は、紙幣形式、カード形式などがある。

## 名称
地域通貨
日本で一般的に使用されている名称、基本的には財やサービスの取引の精算手段として、政府や日本銀行などの中央銀行が発行する法定通貨以外に使われるものを言う。
LETS
特に英語圏や北欧・オランダではLETSという具体的なシステム名で呼ばれていることが多い（フランスでは SEL、ドイツでは Tauschring、オーストリアでは Tauschkreis となる）。
ローカル・カレンシー（英: local currency）
カナダのトロントダラーズ・カルガリーダラーズや米国のイサカアワーズ・バークシェアーズなどで呼ばれている。具体的な紙幣としての呼び方。
並行通貨（英: parallel currency）
現在の法定通貨と同時並行に使われ、法定通貨が扱いにくい社会的目的などを達成するというもの。
補完通貨
「マネー崩壊」の著者ベルナルド・リエターが提唱。現在の法定通貨は競争・富の集中などを促進する「陽通貨」であるとし、陽通貨では達成しにくいソーシャル・キャピタルの形成や協同社会の建設には「陰通貨」を補完通貨として利用することが大切である、という理論。
トルエケ（西: trueque）
日本語訳で「交換市」を意味するスペイン語。アルゼンチンなどで呼ばれる名称で、日本の地域通貨運動に相当する。この運動では一時期数百万人が、生活を支えていた。ブラジルやポルトガルといったポルトガル語圏ではトローカ（葡: troca）。

## 事例
LETS（英: local exchange trading system）
1980年代にカナダ西部・バンクーバー近郊のコモックス・バレーでマイケル・リントンによって開始された。中央銀行が発行する法定通貨は全国くまなく流通するため、炭鉱の閉山などによって地場産業が無くなると地域内での物やサービスをするにもその道具である法定通貨が不足するという事態が発生するが、LETSではせめて地域内で生産できる物やサービスに関しては地域独自の交換手段を用いることによって自給自足を高めようとしている。
現在カナダの他、英国や豪州・NZや欧州各国などに広がる。なお、フランスではSEL（仏: système d’exchange local）、ドイツではタオシュリンク（独: Tauschring）、オーストリアではタオシュクライス（独: Tauschkreis）と呼ばれる。
REGIO
「地方通貨」。LETSよりも広域圏を対象とすることで、地産地消の促進などを目的としてドイツ各地で流通。キームガウアーが有名。詳細はREGIOの項を参照。
交換クラブ
アルゼンチンで1995年に生まれる。元々は日本のフリーマーケットのような形で行われていたが、現金収入に乏しい人たちの生活向上の手段として急速に発達、一時期は600万（総人口の6分の1）とも推測される人たちが利用した。ただ、最大の勢力であったRGT（西: red global de trueque）の崩壊などによって現在では動きが非常に小さなものになっている。
タイムダラー
米国の弁護士エドガー・カーンが創始。米国の貧民層などの相互扶助の手段として普及。地域への奉仕活動を取引対象とするため、その精算単位として非常に単純な時間を利用している。イギリス・イタリアやスペインなどでは時間銀行の名称が使われている。
日本では愛媛県関前村の「だんだん」が同様の事例として有名。また、タイムダラーとは直接の関係はないが、さわやか福祉財団の「ふれあい切符」やボランティア労力銀行などの試みもシステム的には同じであるといえる。なお、イタリアでもバンカ・デル・テンポ（伊: banca del tempo）という名称で同システムの運動が広まり、台湾では弘道老人福利基金会という福祉団体が、日本のふれあい切符を導入している。
ノートゲルト
第一次世界大戦中から1923年頃までドイツで用いられた地域通貨。自治体や銀行、私工業にも発行権が与えられた。供給不足の中央銀行通貨を補完する役割も果たしていた。
WIR銀行
スイスで中小企業向けの協同組合として運営されている銀行。中小企業同士の取引のための精算道具としてWIRを、スイスフランと等価のものとして融資している。
パルマス銀行
ブラジル・フォルタレザ市のスラム街に存在する銀行。地域通貨建てでマイクロクレジットを行い、これまでに1000名以上に雇用を創出している。
大東島紙幣
大東島で流通していた紙幣。かつて所有し実質的に統治した玉置商会（大日本製糖）が私的な紙幣を発行した。「大東島紙幣」とも「南北大東島通用引換券」とも呼ばれるが、本来は砂糖手形であったものが島の流通貨幣となったものである。別名を玉置紙幣ともいう。戦後、米軍軍政下で、係争になり、その結果、農民は土地を得た。
chiica（チーカ）
埼玉県深谷市が実施する、新型コロナウイルス感染拡大の影響を受ける子育て世帯の経済的支援事業において採用されている地域通貨。トラストバンクが運営する同名のデジタル地域通貨プラットフォームサービスによって管理されている。
めぐりん｜MEGURIN
香川県高松市が実施する地域通貨。加盟店での買い物で貯まるほか、ボランティア参加、ウォーキング、施設での運動、健康的な生活習慣の目標達成など貯め方の多様さが特徴。2009年に立ち上げ、2022年「デジタル田園都市国家構想」タイプ3に認定。サイテックアイとフェリカポケットマーケティングが運営するスマートフォンアプリ(MY DIGITAL WALLET)によって管理されている。
桐ペイ
群馬県桐生市で展開されている地域通貨。

## 流通性について
地域通貨は通常、法定貨幣とは兌換（だかん）できない為、経済的に流通しにくい。しかしながら、地域通貨の流通性を高めるために様々な意見が上げられている。

### マイナス利子
地域通貨の話題になるとマイナス利子がよく話題になるが、これはシルビオ・ゲゼルが提唱した「減価する貨幣」のことである（ちなみに、英語ではdemurrageという表現が一般的に使われる）。
これは通貨そのものの価値を時間とともに減らしてゆく（正確に言うと一定期間ごとに額面の一部に相当するスタンプを購入して貼らないと価値が維持できないようにする）ものであり、現在の通貨の機能のうち価値保存機能を奪うことで通貨の流通速度を高めたり、投資の際の貸出利率を大幅に引き下げたり（理論的にはマイナス利率での貸出も可能となる）することで経済活動を活性化させようというものである。

## 国際的な動向
「The Future of Money」（日本語訳「マネー崩壊」、日本経済評論社）の著者であるベルナルド・リエターが創設したアクセス財団や、「The Inflation and Interest-free money」の著者であるマルグリット・ケネディらが創設したMONNETA、また国際的な連帯経済のネットワークであるアライアンス21内の運動である社会的通貨ワークショップなどが、世界各地に散らばっている実践者や研究者などを結んだ国際的なネットワークを生み出しつつある。
また、関連の国際会議も最近は開催されるようになっている。シューマッハー協会が2004年6月に米国ニューヨーク州で開催した21世紀の地域通貨や、マルグリット・ケネディらが2004年7月にドイツで開催した欧州補完通貨会議などで、数多くの異なった事例が紹介されている。また、2006年と2007年にはBALLEB（英: Business Alliance for Living Local Economies）という米国の地域経済振興団体が開催した会議のプレイベントとして地域通貨が特集されている。
この他、事例としても注目すべきものが増えている。ドイツではREGIO（地方通貨）と呼ばれる運動が盛んになっており、バイエルン州南東部のキームガウアー（2003年発足）などの実践例が生まれつつある。アメリカではマサチューセッツ州西部のバークシャー郡でバークシェアーズという地域通貨が2006年9月に発足し、1年も経たないうちに100万ドル相当の地域通貨が地域内で流通している。両者とも地産地消型経済の推進を目的として運営されており、これらの成功が今後の世界の地域通貨の動向を示すものと思われる。
さらに、マイクロクレジットとの関連でも、非常に興味深い事例が存在する。ブラジルのフォルタレザ市のパルメイラス地区では1998年より、パルマス銀行と呼ばれる銀行が運営され、ブラジルの法定通貨であるレアルではなく独自通貨パルマで融資を行っており、3万人強の人口の地区で1000名以上に雇用を創出している。
日本でも地域通貨関連の会議は各地で開催されているが、国際的な連携というよりも国内での事例紹介が主目的となっている。

## 日本での問題点
地域通貨には、以下の問題点がある。
- 初期設備投資（特に、カード発行費用）がかかる[7]。
- カードを発行しても、住民がカードを持ち歩いてくれるとは限らない[7]。
- 法律に抵触する場合がある（たとえば紙幣類似証券取締法）。どの法律に抵触するかは個々に異なる[3]。
- 導入に際して目的を明確にする必要がある。その際、何でも解決できる万能な手段ではないことを認識する必要がある[2]。
- エコマネーなどが日本円では普段取引されないようなボランティア活動や相互扶助などに使用範囲を限定したため、そもそもイサカアワーやキームガウアー、パルマス銀行やバークシェアーなどのように、地域経済における商取引の決算手段として地域通貨を認識する人が少ない。

カードの発行や携帯については、SuicaやPASMOといった既に普及しているカード（プリペイドカード・クレジットカード）を流用して、地域通貨決済に使用する試み（サービス提供は、シー・アール総研）もみられる。

## 参考

### ハンセン病療養所の特殊通貨
地域通貨とは厳密には異なるが、似たものとしてハンセン病療養所の特殊通貨がある。ハンセン病療養所の特殊通貨としては、コロンビア、米国（ハワイ、パナマ運河地域）フィリッピン、マレーシア、タイ、日本、その他の国がある。

### その他の通貨
隔離を目的にした療養所以外の通貨として、大正時代から昭和の太平洋戦争前にかけて、西表島の西表炭鉱では、労働者を強制労働のように使役し、会社の売店でのみ通用する金券を発行し、炭鉱切符と称した。発行会社は西表炭鉱会社など数社あり、福岡県の炭鉱では「炭鉱札（券）」と称した。